# Frank Magnitz

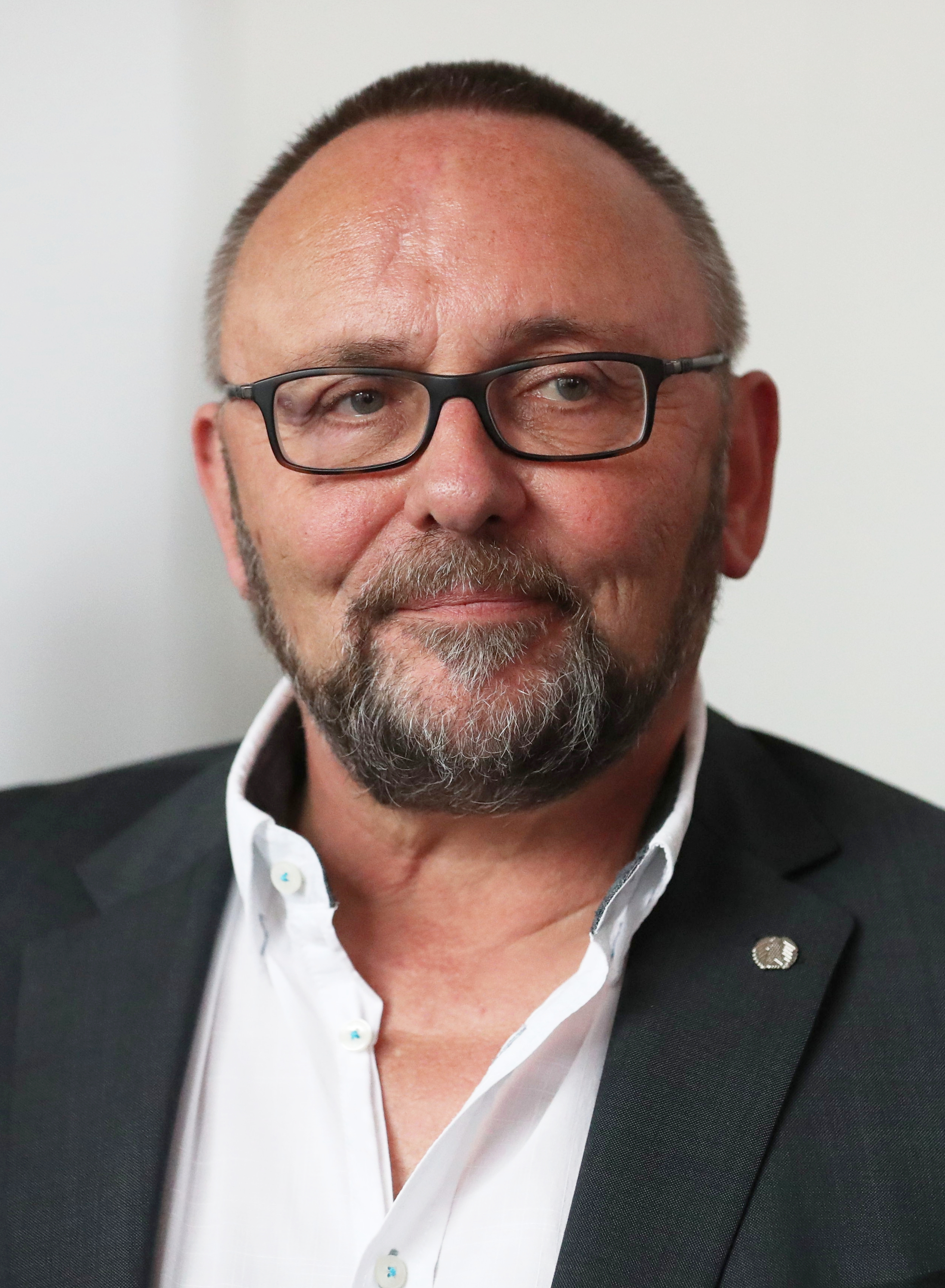
Frank Magnitz (2019)

Frank Rüdiger Heinrich Magnitz (* 29. Juni 1952 in Neuenkirchen, Landkreis Grafschaft Diepholz) ist ein deutscher Politiker (AfD). Er war von 2015 bis September 2019 Sprecher des Landesverbandes der AfD Bremen und von 2019 bis 2023 Mitglied der Bremischen Bürgerschaft. Er war Spitzenkandidat der AfD Bremen zur Bürgerschaftswahl am 26. Mai 2019. Von September 2017 bis Oktober 2021 war er Mitglied des Bundestages.
Magnitz wird der rechtsextremistischen und völkisch-nationalistischen AfD-Strömung Der Flügel zugerechnet, welche vom Verfassungsschutz überwacht wird.

## Leben
Magnitz schloss seine schulische Ausbildung 1968 mit der mittleren Reife ab und absolvierte danach eine Ausbildung zum Bankkaufmann. Anschließend studierte er auf dem zweiten Bildungsweg Pädagogik. Während seines Pädagogikstudiums war Magnitz Anfang der 1970er Jahre einige Monate lang Mitglied der DKP. Ab 1976 war er im öffentlichen Dienst bei der Sozialbehörde des Landes Bremen tätig. Danach studierte er Jura, brach das Studium aber ab. Ende der 1970er Jahre gründete Magnitz in Bremen eine Firma für Bauelemente, die er 1988 nach Bremerhaven verlagerte und 1999 verkaufte. Später war er als Berater in der Baustoffindustrie und im Immobilienbereich tätig.
Magnitz lebt in Bremen-Nord. Er ist verheiratet und Vater von sechs Kindern; seine Ehefrau hat eine türkische Familienbiographie. Tochter Ann-Katrin Magnitz wurde im August 2018 per Kooptierung in den Landesvorstand der AfD Bremen berufen. Vorher war sie in Hochschulgruppen der Jungen Alternative (JA) aktiv. Die AfD Bremen teilte Anfang 2019 mit, Ann-Katrin Magnitz stehe auf Platz 5 der Kandidatenliste für die Bremer Bürgerschaftswahl 2019.

## Politik
Magnitz trat im Mai 2013 der neugegründeten AfD bei. Bei den Bremer Kommunalwahlen 2015 wurde er in Burglesum in den Beirat gewählt. Auf dem Landesparteitag der AfD Bremen wurde Magnitz im Juni 2015 zum Sprecher des Bremer Landesverbandes gewählt. Nach der Wahl zum 19. Bundestag zog er im September 2017 per Ausgleichsmandat für die AfD in den Bundestag ein. Im 19. Deutschen Bundestag war Magnitz ordentliches Mitglied im Ausschuss für Bau, Wohnen, Stadtentwicklung und Kommunen, sowie im Ausschuss für Verkehr und digitale Infrastruktur. Er gehörte zudem als stellvertretendes Mitglied dem Ausschuss für Umwelt, Naturschutz und nukleare Sicherheit an.
Am 25. Oktober 2018 fand eine von Magnitz organisierte Veranstaltung im Haus der Bürgerschaft in Bremen statt, bei der unter anderem der kulturpolitische Sprecher der AfD-Bundestagsfraktion Marc Jongen und die Politikwissenschaftler Benedikt Kaiser (vom neurechten Institut für Staatspolitik, das u. a. die Zeitschrift Sezession herausgibt) und Werner J. Patzelt auftraten. Die von Protesten begleitete Veranstaltung erregte erhebliche Kritik in der regionalen Politik und Öffentlichkeit; danach wurden die Nutzungsbedingungen für das Haus der Bürgerschaft verschärft.
Magnitz gilt als Unterstützer von Björn Höcke, mit dem er mehrmals (unter anderem im Jahr 2016) gemeinsam auftrat. Er wird der völkisch-nationalistischen AfD-Strömung Der Flügel um Höcke zugerechnet, die im Januar 2019 vom Bundesamt für Verfassungsschutz als Verdachtsfall für rechtsextremistische Bestrebungen eingestuft wurde. Zudem sollen Verbindungen von Magnitz zur Identitären Bewegung bestehen, da er im Jahr 2017 gemeinsam mit Aktivisten der Identitären eine Demonstration gegen Angela Merkel veranstaltete. Magnitz hat die Aktionen der seit 2016 unter Beobachtung des Verfassungsschutzes stehenden Identitären in einem Interview als „witzig, intelligent und harmlos“ bezeichnet. In seinem im Juni 2018 in Bremen-Walle eröffneten Abgeordnetenbüro beschäftigt Magnitz zwei Teilzeit-Mitarbeiter, von denen einer Mitglied der Identitären Bewegung, der andere der Landesvorsitzende der vom Bremer Verfassungsschutz beobachteten Bremer Jungen Alternative ist.
Auf der Mitgliederversammlung der AfD Bremen am 20. Januar 2019 setzte sich Magnitz bei der Abstimmung über den ersten Platz der Landesliste für die Bürgerschaftswahl in Bremen 2019 gegen den Journalisten Hinrich Lührssen durch, der seine Kandidatur erst kurz vorher angekündigt hatte. Die Gegenkandidatur von Magnitz kam überraschend; noch wenige Wochen zuvor hatte er gegenüber dem Bremer Weser-Kurier bestritten, dass er die Spitzenkandidatur für die Bürgerschaftswahl anstrebe. Lührssen, der inzwischen den Bremer AfD-Vorstand verlassen hat, kommentierte die Wahlversammlung, die als „Bürgertreff“ getarnt war und unter Ausschluss der Presse stattfand, mit den Worten: „Ein demokratischer Neuanfang der AfD Bremen ist heute gescheitert.“ Jürgen Theiner, Journalist beim Weser-Kurier, schrieb zu den Vorgängen auf dem Wahlparteitag: „Der einstige Kommunist und heutige Rechtspopulist Frank Magnitz hat den Landesverband der Alternative für Deutschland in eine Mischung aus Kaderpartei und Familienbetrieb verwandelt.“.
Anfang September 2019 verließ Magnitz mit zwei Parteikollegen die AfD-Fraktion in der Bremische Bürgerschaft. Hintergrund war eine Auseinandersetzung mit dem bisherigen AfD-Fraktionschef Thomas Jürgewitz. Mit dem Austritt von Magnitz und seinen beiden Kollegen wurde die AfD-Fraktion in der Bremer Bürgerschaft aufgelöst. Magnitz wurde Vorsitzender der Gruppe „Magnitz, Runge, Felgenträger“.
Mitte September 2019 legte er den Vorsitz der AfD Bremen nieder und erklärte, auf dem anstehenden Landesparteitag nicht erneut für ein Parteiamt kandidieren zu wollen. Die Veranstaltung sei „zutiefst undemokratisch zustande gekommen“ und „die pauschale Ablehnung von Neumitgliedern, nur weil man glaubt, es könnten sich dadurch Mehrheitsverhältnisse ändern“, sei „ein Skandal erster Güte“.
Zur Bürgerschaftswahl in Bremen 2023 wurde die AfD wegen der Einreichung zweier konkurrierender Listen nicht zugelassen, weswegen Magnitz kein Mandat mehr erhielt und aus der Bürgerschaft ausschied.

## Ermittlungen wegen Verdachts der Veruntreuung von Parteigeldern
Am 11. Januar 2019 wurde bekannt, dass gegen Magnitz wegen des Verdachts der Veruntreuung von Parteigeldern ermittelt wird. Magnitz soll Parteigelder für private Zwecke verwendet haben. Im Dezember 2018 sei deswegen seine Immunität aufgehoben worden. Magnitz hat die Vorwürfe bestritten und vermutet, parteiinterne Gegner seien die Anzeigeerstatter.

## Tätlicher Angriff auf Magnitz

### Ermittlungen
Nachdem Frank Magnitz am 7. Januar 2019 eine Veranstaltung der Zeitung Weser-Kurier in der Bremer Kunsthalle besucht hatte, ging er am späten Nachmittag zu seinem Pkw, den er in dem am Osterdeich gelegenen Parkhaus Ostertor/Kulturmeile geparkt hatte. In der Nähe des Theaters am Goetheplatz blieb Magnitz kurz bei einer Gedenkveranstaltung für den durch zwangsweisen Einsatz von Brechmitteln im Polizeigewahrsam gestorbenen Asylbewerber Laya-Alama Condé stehen. Er wählte dann einen abkürzenden Weg über den (öffentlich zugänglichen) Theaterhof, wo sich ihm gegen 17:20 Uhr von hinten drei dunkel gekleidete Personen mit Kapuzen oder Mützen näherten. Er bezeichnete später beides als „Fehler“.
Aus dieser Dreier-Gruppe sprang eine Person Magnitz aus vollem Lauf von hinten mit dem Ellenbogen voraus in den Nacken oder an den Hinterkopf, wodurch dieser zu Boden fiel und „eine stark blutende Kopfverletzung“ erlitt. Die mutmaßlichen Täter flüchteten. Zwei Handwerker, die in der Nähe ihren Wagen beluden, fanden Magnitz und alarmierten den Rettungsdienst, der Magnitz in ein Krankenhaus brachte und die Polizei informierte. Die Polizei leitete Ermittlungen wegen gefährlicher Körperverletzung ein und bildete zur Aufklärung der Tat eine Sonderkommission. Wegen der Funktion von Magnitz vermuteten die Behörden eine politische Motivation, weshalb der polizeiliche Staatsschutz die Ermittlungen übernommen hat.
Am 11. Januar 2019 gab die Polizei Bremen ein Fahndungsvideo zur Veröffentlichung frei. Zahlreiche Medien verbreiteten es auf ihren Websites. Die Staatsanwaltschaft setzte für Hinweise, die zu Ergreifung und Verurteilung der Täter führen, eine Belohnung von 3000 Euro aus. Innerhalb eines Monats gingen über 200 Hinweise ein.
Im August 2019 stellte die Bremer Staatsanwaltschaft die Ermittlungen ein, da kein Tatverdächtiger gefunden worden sei. Das Bundeskriminalamt ordnete den Überfall in einer Publikation als Fallbeispiel der gewaltbereiten linken Szene zu; die zuständigen Behörden hätten den Überfall als „politisch links motivierte Straftat“ gemeldet. Die Bremer Polizei betonte dagegen, sie habe in alle Richtungen ermittelt.

### Kontroverse um Darstellung der Bremer AfD
Die AfD Bremen schrieb in einer Pressemitteilung, Magnitz sei von drei vermummten Tätern angegriffen worden, die ihn mit einem „Kantholz“ bewusstlos geschlagen hätten. Danach sei Magnitz auf dem Boden liegend mit Tritten gegen den Kopf weiter angegriffen worden, bis Bauarbeiter eingriffen. Die Pressemitteilung war von seiner Tochter Ann-Katrin Magnitz, seit August 2018 Mitglied des Bremer AfD-Landesvorstands, nach seinen Angaben erstellt worden. Magnitz hatte selbst noch am Tatabend entschieden, diese mit einem auf seine Bitte von einem Pfleger im Krankenhaus erstellten Foto zu verbreiten, das ihn blutverschmiert, mit einer klaffenden Kopfverletzung und zugeschwollenem Auge zeigte. In einem internen AfD-Schreiben bekannte Magnitz später, er habe so „mediale Betroffenheit“ erzeugen wollen. Magnitz schrieb, die Berichterstattung habe „den Weg um den gesamten Erdball innerhalb von 24 Stunden genommen“, während sonst AfD-Pressemitteilungen „zu nahezu 100 Prozent nicht veröffentlicht“ würden. Hier sei für die AfD mal „etwas gut gewesen“; das Thema dürfte „für Sympathien gesorgt haben“.
Die Bremer Staatsanwaltschaft ermittelte anfangs wegen eines versuchten Tötungsdeliktes.
Magnitz sagte, einer der Handwerker habe ihn auf das Kantholz und die Tritte aufmerksam gemacht. Nach Polizeiangaben sagten die beiden Handwerker hingegen aus, die Tat nicht gesehen zu haben. Sie seien etwa 10 bis 15 Sekunden nach der Tat bei dem am Boden liegenden Magnitz gewesen. Einer der Handwerker, der Deutsch-Libanese Mohammed Houri, sagte aus, er habe auf Magnitz’ Wunsch ein Foto der Verletzung angefertigt. Der Handwerker bestritt, dass er Magnitz auf das Kantholz hingewiesen habe. Er habe bei seinem Eintreffen keine Waffe gesehen, den Überfall nicht beobachtet und sei nur durch Magnitz’ Schreie auf ihn aufmerksam geworden, nachdem die Täter bereits geflohen waren. Dabei gehe er davon aus, „dass wir dem Opfer das Leben gerettet haben“. Magnitz bedankte sich später mit zwei Flaschen Wein.
Auf gesichteten Überwachungsvideos ist weder ein Einsatz eines Schlagwerkzeuges zu sehen noch Tritte gegen den Kopf des Opfers, weshalb diese Version von den Ermittlern ausgeschlossen wird. Die Handwerker haben Magnitz erst nach der Tat gefunden und die Tat nicht, wie von der AfD dargestellt, unterbrochen. „Die Tat passierte blitzschnell“, so die Staatsanwaltschaft. Deswegen werde wegen gefährlicher Körperverletzung ermittelt. Nach Bekanntwerden der Ermittlungsergebnisse äußerte Thomas Jürgewitz, stellvertretender Landesvorsitzender der Bremer AfD: „Dass kein Kantholz zu sehen war, heißt für uns nicht automatisch, dass es nicht da war. Wir gehen weiterhin davon aus, dass Herr Magnitz mit einem Gegenstand niedergeschlagen wurde.“

### Folgen und Reaktionen
Magnitz selbst schilderte seine Erinnerungen an die Tat einen Tag nach den Ereignissen vom Krankenbett aus, empfing Kamerateams und einzelne Reporter. Er habe an die Tat selbst keine Erinnerungen und könne die Täter nicht beschreiben. Magnitz erklärte, es sei zwar wenig wahrscheinlich, aber bei der Tat könne es sich auch um einen Raubüberfall gehandelt haben. Neben einer Gehirnerschütterung erlitt Magnitz Wunden und Prellungen. Bleibende Schäden sind laut den behandelnden Ärzten nicht zu befürchten. Zwei Tage nach der Tat verließ Magnitz das Krankenhaus.
Unmittelbar nach dem Angriff, vor Aufklärung der Tat, äußerten sich zahlreiche Vertreter politischer Parteien. Die Bundesregierung und Politiker aller relevanten Parteien verurteilten die Tat. Bundespräsident Steinmeier bezeichnete sie als „einen Angriff auf den Rechtsstaat“. Außenminister Heiko Maas (SPD) forderte eine konsequente Bestrafung der Täter: „Gewalt darf niemals ein Mittel der politischen Auseinandersetzung sein – völlig egal, gegen wen oder was die Motive dafür sind.“ Cem Özdemir (Bündnis 90/Die Grünen) twitterte: „Auch gegenüber der AfD gibt es keinerlei Rechtfertigung für Gewalt. Wer Hass mit Hass bekämpft, lässt am Ende immer den Hass gewinnen. #nazisraus aber mit den Methoden unseres Rechtsstaates!“
Der AfD-Vorsitzende Alexander Gauland warf den anderen Parteien eine Mitverantwortung vor, weil diese die AfD ausgrenzen und damit für „vogelfrei“ erklären würden. Insbesondere bezeichnete er Özdemirs Reaktion als „Unverschämtheit“, dieser bereite damit einen Anlass für den nächsten Anschlag. Dagegen sprach er Dietmar Bartsch (Die Linke) seine Anerkennung aus, der die Tat ein durch nichts zu rechtfertigendes Verbrechen genannt hatte.